# Compressie (natuurkunde)

Compressie resulteert in vervorming die het object verkort, maar ook naar buiten toe uitzet.

Het volume van de kubus neemt af wanneer deze wordt samengedrukt met kracht P.

Compressie of samendrukking is in de mechanica en thermodynamica het afnemen van het volume van een lichaam of continuüm, waarbij de massa en hoeveelheid materiaal gelijk blijft. Om compressie te veroorzaken dient arbeid te worden verricht. De vermindering of beëindiging van compressie is decompressie.

## Compressie van vloeistoffen en gassen
Volgens de wet van Boyle nemen bij het samenpersen van een gas onder constante temperatuur de druk en dichtheid toe. Wordt de verzadigingsdruk bereikt, dan treedt condensatie op, waarbij de stof overgaat naar de vloeibare aggregatietoestand.
Onder niet te hoge druk is de volumevermindering evenredig met het volume {\displaystyle V} en de druk {\displaystyle p} volgens:
{\displaystyle {\frac {\Delta V}{V}}=-\kappa p},
waarin de evenredigheidsconstante {\displaystyle \kappa } de compressiemodulus is.

## Compressie van vaste materialen
Compressie van vaste materialen vindt plaats door vervorming van deze materialen, het veranderen van de inwendige geometrie van het materiaal. De vervorming van vaste materialen wordt onderzocht door de continuümmechanica. In tegenstelling tot vloeistoffen en gassen, hoeven vaste materialen (continua) niet in alle richtingen gelijke eigenschappen te hebben. Wordt een vast lichaam dat in alle richtingen dezelfde eigenschappen heeft (een isotrope stof) blootgesteld aan een over het gehele oppervlak gelijke druk, dan zal dit lichaam in alle richtingen evenredig kleiner worden. Een anisotrope stof zal bij gelijke spanning in alle richtingen niet in alle richtingen evenredig kleiner worden.